# Szerzetesség
A szerzetesség olyan vallásos életforma, amelyben az egyén vagy egyének lemondanak a világi élet követéséről, hogy teljesen a spirituális vagy lelki életnek szenteljék magukat. A szerzetesség fontos szerepet játszik egyes keresztény egyházakban, különösen a katolikus és az ortodox hagyományokban, valamint más világvallásokban, például a buddhizmusban , a hinduizmusban és a dzsainizmusban. Más vallásokban a szerzetességet tiltják vagy kevésbé gyakorolják, mint az iszlámban és a zoroasztrizmusban vagy épp marginális szerepet játszik, mint a modern judaizmusban. 
A szerzetesi életet végző nőket gyakran apácáknak nevezik, míg a férfiakat szerzeteseknek, akik – főleg a kereszténységben és a buddhizmusban – közös fedél alatt, kolostorban (rendházban, monostorban, zárdában, klastromban, wat-ban stb.) élnek.

## Kereszténység
A keresztény ősegyház nagy követelményeket állított a hívek elé és szigorú fegyelmet tartott fenn, de a szerzetesi intézmény az anakhóréták mozgalmából fejlődött ki.
A szerzetesek hármas fogadalmat tesznek (tisztaság, engedelmesség, szerénység) és közös életre kötelezik magukat.
Egyesek inkább a szemlélődést tűzték ki fő feladatuknak, mások a kifelé való munkát, lelkipásztorkodást, tanítást, nevelést, betegápolást, a liturgia művelését, missziós munkát.
Minden katolikus szervezet tagja az engedelmesség fogadalmából kifolyólag is engedelmességgel tartozik a pápának. Vannak saját hierarchiával bíró, közvetlenül a Szentszék alá tartozó kiváltságos szervezetek, és olyanok, melyek a püspöki joghatóság alá esnek. 

## Buddhizmus

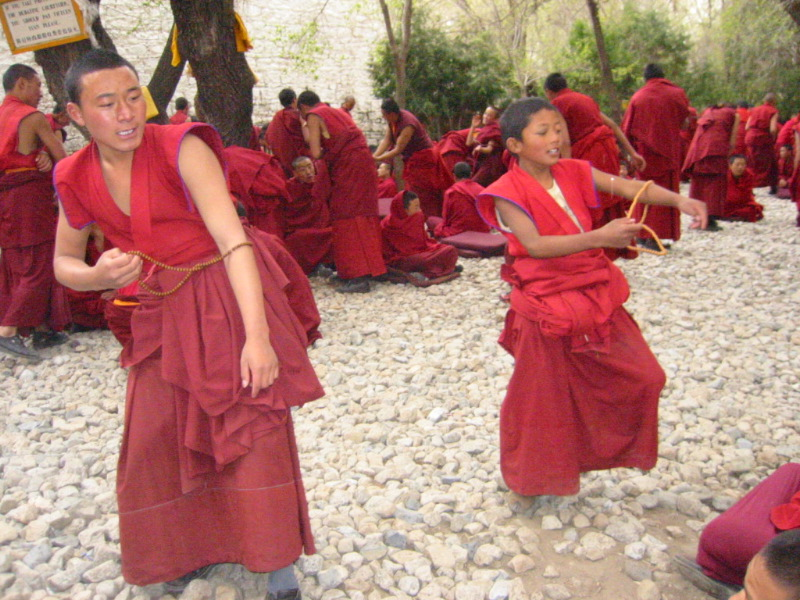
Buddhista szerzetesek Tibetben

A buddhizmus szerzetesi közösségei sokkal mélyebb gyökerekkel rendelkeznek, mint keresztény társaik. Az első rendeket maga Gautama Sziddhártha alapította kb. 2500 évvel ezelőtt. Ezt a szerzetesi közösséget szanghának nevezik, amelyet Buddha azért alapított meg, hogy megőrizze és terjessze tanításait. A buddhista közösség a környező népek világi embereire támaszkodott az alapvető élelmiszerek és ruházkodás (kasaja) kapcsán. A szangha cserébe segítette őket spirituális tanácsokkal. A szerzetesek egyedül vagy csoportban – egy tanár és diákjai vagy barátai – közlekedtek. A települések szélén éltek és az erdőkbe jártak meditálni. Ekkoriban még nem léteztek kolostorok sem. A szerzetesektől (bhikkhu) és apácáktól (bhikkhuni) elvárták, hogy csak minimális anyagi javaik legyenek, amelyeket önként ajánlottak fel a világi közösség tagjai. Tőlük kapták a napi betevőjüket és alkalomadtán el is szállásolták őket. Buddha idején számos vagyonos család ajándékozott kertet és egyéb menedéket a szerzetesek és apácák részére, hogy legyen hol tölteniük az esős évszakot (lásd még vassza).
A férfi szerzetesek 227 szabályát Pátimokkhának nevezik, és az írott buddhista kánonjogban, a Tripitakában van lefektetve. A női szerzeteseket 311 szabály köti. A legtöbb buddhista szerzetesrend tagjai naponta egyszer esznek, reggel illetve legkésőbb délben, majd a következő nap reggelig koplalnak, és csak folyadékot vesznek magukhoz. Mindennapjaikat meditálással, kántálással, énekléssel, szövegtanulmányozással és takarítással töltik. Feladataik közé tartozik, hogy utat mutassanak az embereknek a megfelelő spirituális élethez. Gyakran tanítják a laikusokat, és megbeszélik gondjaikat. Ezért cserébe ajándékokat, élelmet kapnak. A rend tagjainak tilos a nemi érintkezés és a házasság is. A novíciusokat itt samanérának (fiú) és srámanérinek (lány) nevezik. Egy év próbaidő után léphetnek be teljes jogú szerzetesnek, vagy akkor, amikor már elmúltak 20 évesek.
A szerzetesek tehetnek fogadalmat egész életükre vagy bizonyos időtartamokra. A thai buddhisták körében például normálisnak számít a véges idejű rendfelvétel. A legtöbb fiatalember hagyományosan egyetlen vassza (esős évszak, thai: phansza) idejére áll szerzetesnek. Azok a szerzetesek, akik az első vasszájuk után is maradnak, általában 1-3 évet töltenek az egyház kötelékében és közben vallási szertartásokon vesznek részt a környező falvakban és további oktatáson vesznek részt. Ezután az időszak után a legtöbb fiatal szerzetes visszatér a világi életbe, házasodik és családot alapít. Thaiföldön a szerzetesrendbe felvételt nyert fiatalembereket a házas élethez megfelelőbb partnernek tekintik. Akiket soha nem vettek fel egyetlen rendbe sem, azokat kedvesen csak „éretlennek” neveznek. Azok a szerzetesek, akik nem térnek többé vissza a világi életbe, azok tudományos vagy meditációs területen specializálódnak. A tudományos vonalat választók gyakran választanak regionális oktatási központokat, ahol tovább fejleszthetik páli nyelvismeretüket és később valamelyik bangkoki egyetemen folytatják tanulmányaikat. Egyesek az egyházi hierarchia rendszerében folytatnak karriert, amelyhez szintén nagyon fontos a páli nyelv magas szintű ismerete.
Tibetben számos világi jógi létezett ugyan, a tibeti buddhizmus tényleges megalapítója és terjesztője a szerzetesség volt. A szerzetesség és a kolostorok jelentőségét növeli az a tény, hogy a lakosság nem vesz részt kollektív istentiszteleten, ez a privilégium csak a kolostorokban összegyűlt szerzeteseket illeti meg. Volt időszak a tibeti buddhizmus története során, amikor több mint 6000 kolostor létezett Tibetben, azonban az összeset kifosztották és lerombolták a kínai kulturális forradalom vörösgárdistái. Mára a legnagyobbak többségét részben felújították, de továbbra is rengeteg áll romokban.

## Hinduizmus

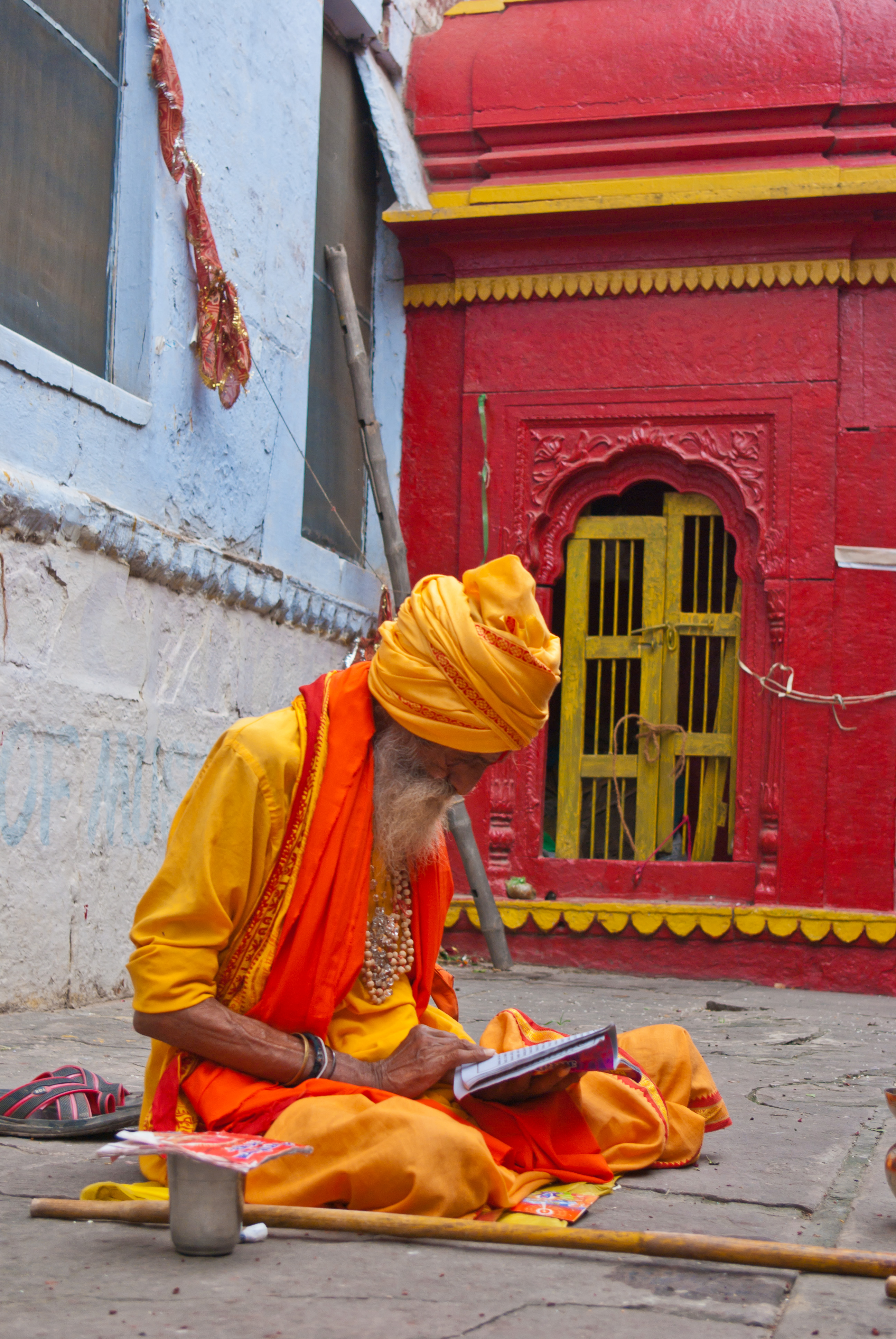
Hindu szannjászí

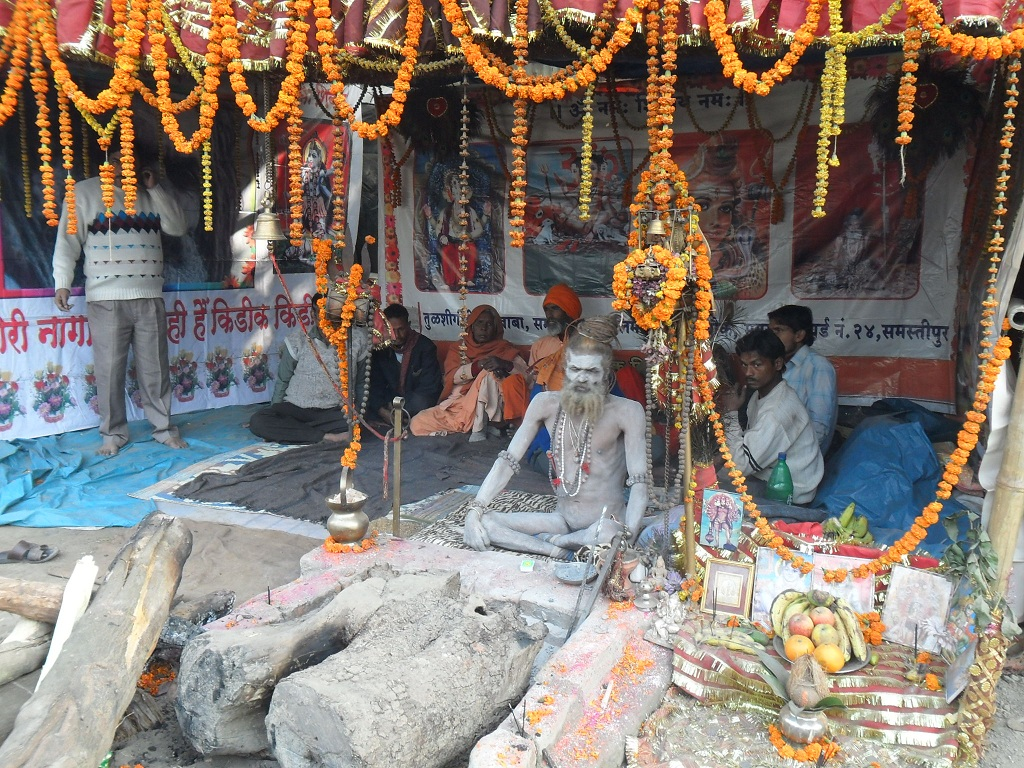
Egy szádhu Kalkuttában

A hinduizmus világában is megtalálhatóak az európai értelemben vett szerzetesek és rendek, bár azok szabályai jelentősen eltérhetnek egymástól. 
A hindu szerzeteseket könnyű felismerni a hagyományos öltözékük miatt, hiszen csak egy egyszerű sáfrány színű ruhát, a dhótit viselik. Ezen kívül a különböző irányzatok különféle arc és test festéssel (tilaka) különböztetik meg magukat, melyet általában egy szent folyó (pl a Jamuna vagy Gangesz) iszapjából festik magukra. Csak napjainkban lehetnek nők is tagjai egyes hindu szerzetesrendeknek.
Ugyan a rendek különböző szabályokat követnek, mégis vannak olyan törvények, amelyek egy szádhu életét körülhatárolják. A szerzetesrendek minden személyes tulajdont tiltanak, amely alól csak egy tál, egy bögre, két garnitúra ruha és orvosi segédeszközök (mint például szemüveg) képezhetnek kivételt (→ aparigraha). Ezen kívül egy hindu szerzetesnek tilos bármilyen kapcsolatot teremteni nővel, akárcsak rá gondolni vagy pusztán a jelenlétében lenni (→ brahmacsarja). Nem szabad élvezetből enniük, és pénzt vagy bármilyen értékkel bíró eszközt tartaniuk vagy akár érinteniük (ld. még: tapasz). A rendek ebben a vallásban is a teljes elvonultságot tartják a legfontosabbnak, tehát a szerzeteseknek a személyes világi kapcsolataikat is meg kell szüntetniük.
A szvámi olyan aszkéta vagy jógi, aki beavatást nyert a vallási szerzetesrendbe és a legmagasabb spirituális megvalósításnak és/vagy az emberiség szolgálatának szenteli az életét.
A szádhu olyan aszkéta vagy szent életre törekvő ember, aki lemondott a világi életről. Néha szannjászinak is nevezik őket.
A szannjásza a hinduizmusban a négy lelki rend (ásrama) utolsó periódusa, a lemondás jegyében élt élet. A szó lemondás-t, felajánlás-t jelent. A szanjászi a világról lemondott ember, aki életét kizárólag a magas minőségű és szent célok érdekében tartja fenn. Otthontalan és a külső világról teljesen lemond, belső minőségeit próbálja hangolni, összehangolni, megtalálni a legmagasabb tudat állapotát.

## Dzsainizmus

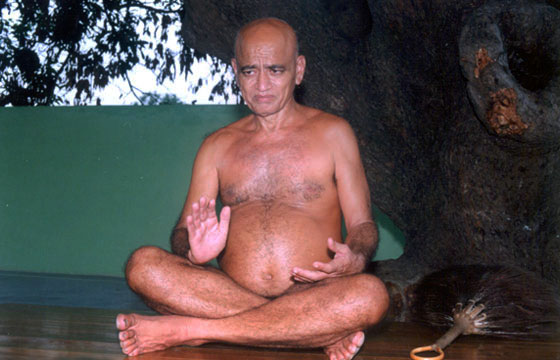
A digambara szerzetesek teljesen meztelenek

A dzsainizmusban a szerzetesség két fő fajtája:
- digambarák („levegőbe öltözöttek”), akik szerint az aszkétáknak mezítelenül kell járniuk, és elvetik az erőszak minden formáját
- svétámbarák („fehér ruhájúak”), akik a ruha viselését engedélyezik, és elfogadják a nők megszabadulásának (móksa) lehetőségét is.

Az aszkéták által tett fogadalmak, amelyeket mind a digambarák, mind a svétámbarák Mahávíra tanításának lényegi foglalatának tekintenek :
1. (ahimsza) tartózkodás minden élőlény bántalmazásától
2. (szatja) az igazság követése, illetve mindig igazat mondani
3. (asztéja) a tulajdon tisztelete; nem vehető el semmi, amit nem adnak
4. (brahmacsarja) szexuális önmegtartóztatás
5. (aparigraha) a tulajdonról és vágyakról való lemondás

## Iszlám
Az iszlám tiltja a szerzetesség gyakorlását. Mégis vannak szerzetesi életformát élő személyek, ezeket derviseknek nevezik. A dervisek között kizárólag férfiak kaphatnak helyet. A szerzetesi közösségek elsőre nagyon hasonlítanak a keresztény rendek felépítéséhez. A derviskolostorokban azonban merőben másképpen közelítik meg Isten (Allah) tiszteletét. Az iszlám vallásnak a szufista részeihez tartoznak a szerzetesrendek. A tanoknak ezen része foglalkozik a lélek egyensúlyával, az Istennel való kapcsolattal, és nem az iszlám hitének fizikai kérdéseivel (mint például a dzsihád).
A dervisrendek a századok folyamán több szektára bomlottak fel, amelyek jó része mára már megszűnt. Mindegyik szektának megegyezik a célja, miszerint Allah társaságát szeretnék megtalálni és a Korán szerint élni. Ennek eléréséhez eltérő szabályokat, módszereket dolgoztak ki. Vannak olyan szekták, amelyek a munkában látják céljaik megvalósulását, vannak akik tánc révén (hosszú ideig tartó forgással) esnek extázisba, de van olyan rend is, amely önsanyargatással, aszkézissel akarja elérni Isten közelségét.
A legfontosabb szúfi szerzetesrendek:
azímia, badavijjah, bektashi, chishti, halveti, dzserrahi, kibrujeh, murabitun, mevlevi, nakshbandi, noori, kádiri , rifáj, szafavijeh, szanuszijja, szarvari kádiri, shadhili, szuhravardijja, tidzsani, jeszevi, zahedijeh.

## Képgaléria

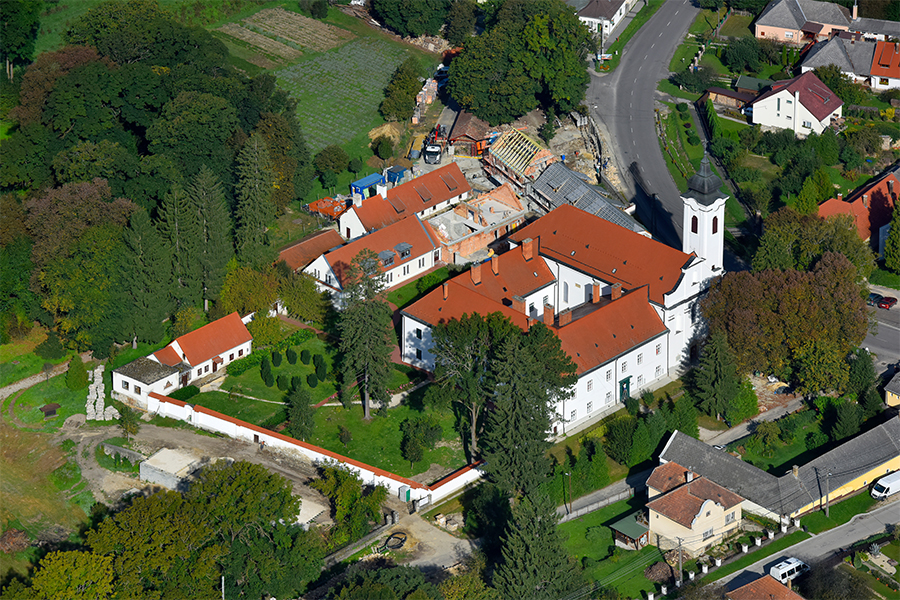
A bakonybéli monostor légi felvételen
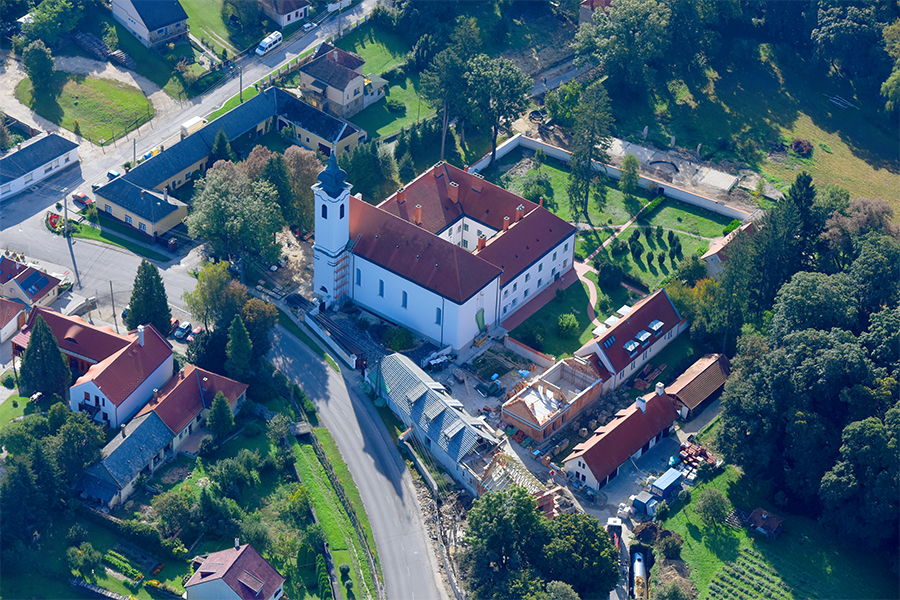
Szent Mauríciusz Monostor (Bakonybél), légi fotó
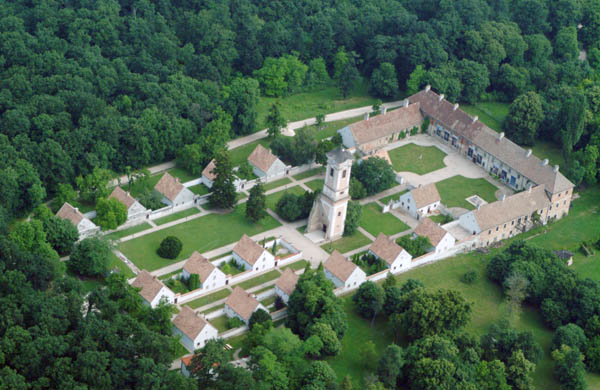
Kolostorromok, Majk
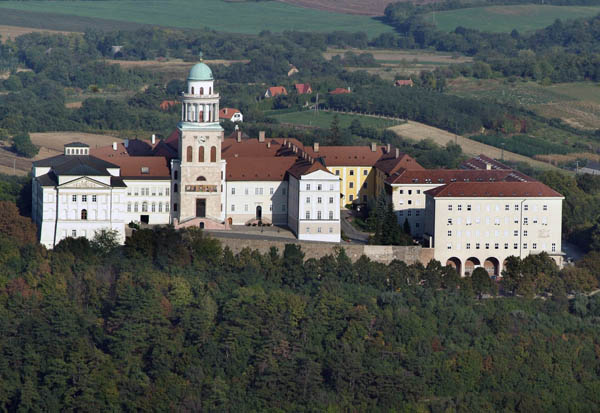
A pannonhalmi bencés kolostor légi fotója
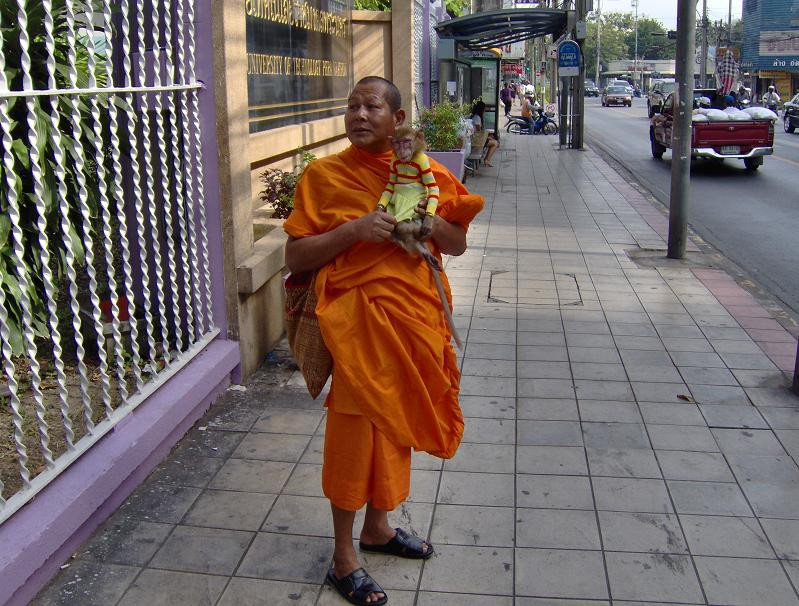
Buddhista szerzetes Thaiföldön
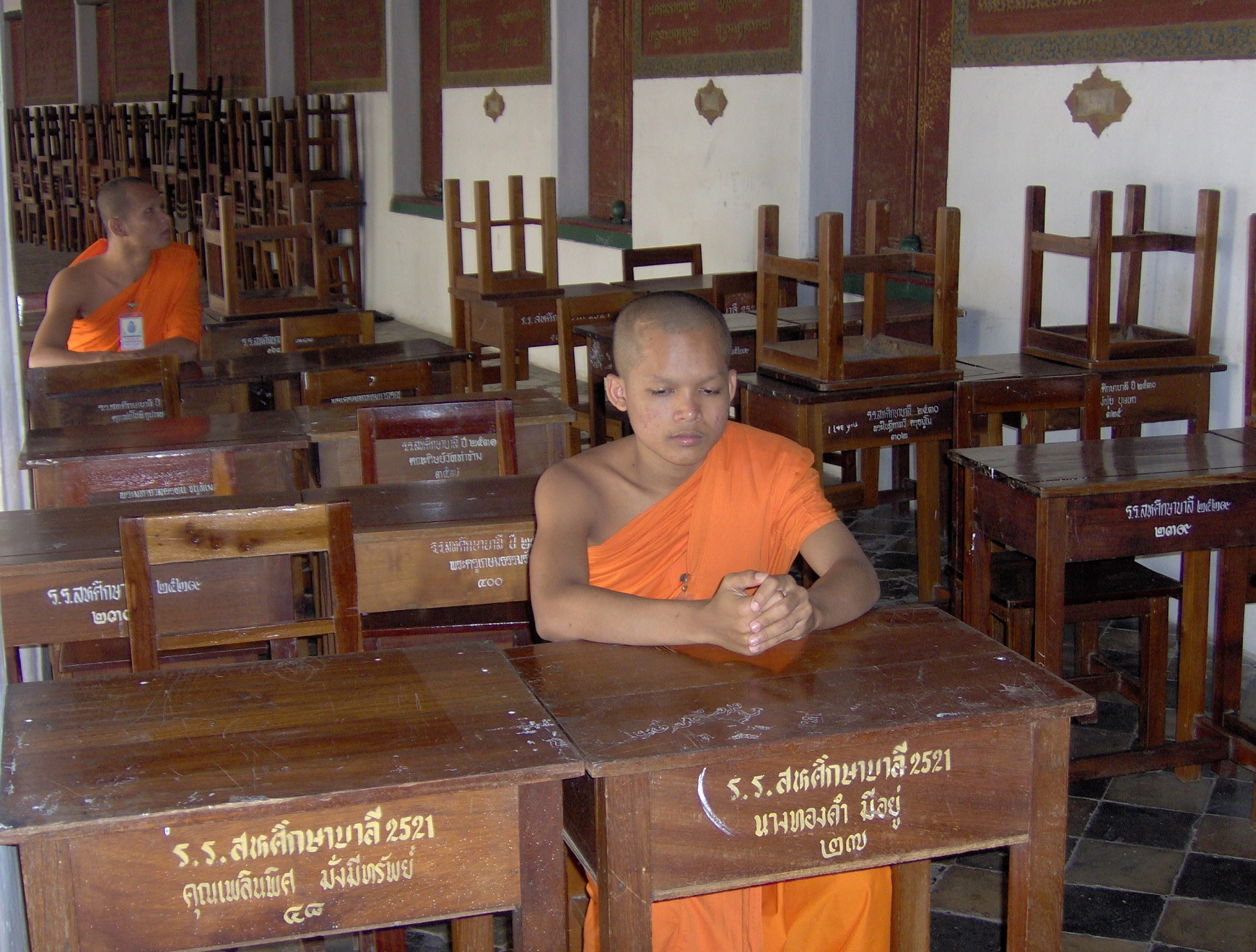
Fiatal buddhista szerzetesek